# Охотники за привидениями (фильм, 1940)
«Охотники за привидениями» (англ. The Ghost Breakers) — американский  фильм 1940 года в жанрах детектив, ужас, комедия режиссёра Джорджа Маршалла с Бобом Хоупом и Полетт Годдар в главных ролях. Фильм был адаптирован сценаристом Уолтером ДеЛеоном в качестве третьей киноверсии пьесы 1909 года «Призрачный разбойник» Пола Дики и Чарльза В. Годдара.
Наряду с фильмами дуэта Эбботт и Костелло «Задержите это привидение» и «Эбботт и Костелло встречают Франкенштейна» и фильмами Хоупа и Годдарда «Кот и Канарейка», он приводится как яркий пример классической Голливудской комедии ужасов.

## Сюжет
В радиостудии Манхэттена криминальный репортёр Ларри Лоуренс (Боб Хоуп) — «Ларри» ведёт трансляцию для своих друзей, а также врагов, которых много среди местных представителей преступного мира.
Трансляцию слушает хорошенькая брюнетка Мэри Картер (Полетт Годдар), чей номер в многоэтажном отеле темнеет, когда сильная гроза вызывает отключение электроэнергии. В кромешной темноте в её дверь стучат. Это мистер Пэрэда (Пол Лукас), учтивый, слегка зловещий кубинский адвокат. Он передаёт документ на унаследованную ею плантацию и особняк «Кастильо Мальдито» на небольшом острове у побережья Кубы. Несмотря на разочарование Пэрэда, Мэри импульсивно решает отправиться на Кубу на корабле, чтобы осмотреть свою новую собственность.
Во время визита Пэрэда Мэри получает телефонный звонок от мистера Медероса (Энтони Куинн), ещё более зловещего джентльмена, который предупреждает Мэри не продавать её недавно унаследованную собственность Пэрэда. Мэри соглашается встретиться с Медеросом позже.
Между тем, после того как Ларри Лоуренс закончил трансляцию вечернего разоблачения местного криминального авторитета, ему позвонил сам криминальный авторитет Френчи Дюваль (Пол Фикс). Френчи приглашает Ларри в свой отель, дабы обсудить трансляцию и чтобы он мог «передать её» ему лично.
По совпадению, Френчи живёт в том же отеле, где и Мэри Картер. Медерос прибывает на тот же самый этаж отеля, что и Ларри. Однако Медерос ищет Пэрэда. Медерос вступает в схватку с Пэрэду, и Пэрэда стреляет в него. Ларри слышит выстрел и сам стреляет наугад. В замешательстве во всё ещё затемненном здании Ларри видит тело и считает, что это он убил одного из приспешников Дюваля. В суматохе он оказывается в номере Мэри Картер, которая уже собирает вещи в дорогу. Полагая, что его преследуют люди Дюваля, Ларри прячется в большом открытом сундуке Мэри. Не подозревая о присутствии Ларри, Мэри запирает сундук с багажом и организует его транспортировку в гавань.
Позже на пристани камердинер Алекс (Уилли Бест) ищет своего босса среди багажа, отправляющегося на погрузку, и находит в нем Ларри. Хотя Алекс не успел предотвратить доставку сундука в трюм корабля, ему удаётся попасть на борт, надеясь вытащить своего работодателя до того момента, когда корабль отплывёт.
Оказавшись в своей каюте, Мэри с удивлением распаковывает Ларри вместе с остальными своими вещами. Ларри и Алекс решают остаться на борту, отчасти для того, чтобы действовать как телохранители отважной красавицы, но также и ради желания держаться подальше от Френчи Дюваля и полиции.
Когда Ларри и Мэри завязывают флирт, они сталкиваются со старым знакомым Мэри, Джеффом Монтгомери (Ричард Карлсон), молодым профессором, который развлекает их рассказами о местных суевериях тех мест, в которые они собираются. Особенно о вуду, призраках и зомби.
Достигнув порта в Гаване, Мэри, Ларри и Алекс отправляются на остров. По пути они находят хижину, в которой живут старуха (Вирджиния Бриссак) и её кататонический сын (Ноубл Джонсон), который, по их мнению, является зомби. Внушительное поместье на плантациях оказалось действительно жутким зданием. Они начинают исследовать давно заброшенный, покрытый паутиной особняк и обнаруживают большой портрет женщины, которая почти полностью повторяет Марию — несомненно, её предка.
Вскоре их терроризирует появление призрака и повторное появление зомби. Это правда, или это уловка, чтобы отпугнуть Мэри от её наследства?

## В ролях

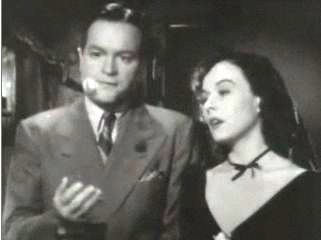
Боб Хоуп и Полетт Годдар

| Актёр             | Роль                            |
| ----------------- | ------------------------------- |
| Боб Хоуп          | Ларри Лоуренс                   |
| Полетт Годдар     | Мэри Картер                     |
| Ричард Карлсон    | Джефф Монтгомери                |
| Пол Лукас         | Пэрэда                          |
| Вилли Бест        | Алекс                           |
| Педро де Кордоба  | Хэвез                           |
| Вирджиния Бриссак | Мама Зомби                      |
| Ноубл Джонсон     | Зомби                           |
| Энтони Куинн      | Рамон Медерос/Франсиско Медерос |
| Том Дуган         | Рашпи Келли                     |
| Пол Фикс          | Френчи Дюваль                   |
| Ллойд Корриган    | Мартин                          |

### Не указанные в титрах
| Актёр          | Роль                 |
| -------------- | -------------------- |
| Джек Нортон    | Пьяный               |
| Эммет Воган    | Диктор               |
| Роберт Эллиотт | Лейтенант Мюррей     |
| Джеймс Флавин  | гостиничный портье   |
| Макс Вагнер    | носильщик на корабле |
| Пол Ньюман     | нищий                |
| Бланка Вишер   | Долорес из Кубы      |
| Дуглас Кеннеди | стажёр               |
| Роберт Райан   | стажёр               |

## Различные версии
Пьеса Дики и Годдарда «Призрак» ранее дважды экранизировалась студией Paramount, сначала в 1914 году Сесил Б. ДеМилль со звёздами Х. Б. Уорнер и Рита Стэнвуд. А затем снова снятый в 1922 году режиссёром Альфредом Э. Грином с Уоллесом Ридом и Лилой Ли в главных ролях. Обе эти версии немого фильма теперь считаются потерянными фильмами.
Фильм был адаптирован для радио «Театр режиссёров» 4 апреля 1949 года. Боб Хоуп воссоздал свою роль в кино, а Ширли Митчелл сыграла Мэри. 14 июня 1951 года Хоуп снова появилась в программе в часовой версии.
Джордж Маршалл, режиссёр версии 1940 года, переделал «Призрака» как «Испуганный жестко» (1953) с участием Мартина и Льюиса (Дин Мартин и Джерри Льюис). В ремейке использовались эпизоды не только Хоуп, но и Бинга Кросби. За год до «Испуганный жестко» Мартин и Льюис появились в фильме Кросби/Хоуп «Дорога на Бали». Маршалл также снял не похожий на него фильм «Убийство, он говорит» (1945), в котором Фред МакМюррей сравнивает ситуацию с «тем фильмом Боба Хоупа»
Сцены из фильма были использованы в пилотном эпизоде 1972 года фильма «Сёстры Снуп» (он же «Женский инстинкт»).

## Приём
Фильм получил положительные отзывы критиков. Босли Краузер из The New York Times писал: «Похоже, Paramount действительно что-то открыла: она нашла легендарную формулу, заставляющую аудиторию кричать от смеха и испуга на одного и (как говорят зазывалы) одновременное время». «Variety» заявил, что это «солидное комедийное развлечение, которое вызовет массу смеха и по пути вызовет несколько здоровенных фигур». «Harrison's Reports» назвал его «одной из лучших историй о привидениях, которые были созданы за некоторое время». «Коркинг-комедия полна смеха и острых ощущений», — сообщает «Film Daily». Джон Мошер из «The New Yorker» написал: «Слияние фарса и ужаса очень успешное».
В «Энциклопедии фильмов о зомби» Питер Дендл сказал: «Это одна из лучших картин Боба Хоупа, направление плавное, а линии переданы безупречно, но шутки чернокожего актёра Уилли Беста о жареной курице больше не смешные, и вкрадчивый Хоуп не смешной». Гленн Кей, написавший «Zombie Movies: The Ultimate Guide», назвал его «развлекательным и чрезвычайно успешным», хотя он сказал, что некоторые сцены неудобны из-за своей политической некорректности.
Серия фильмов «Охотники за привидениями», хотя и не являются продуктом Дики или Годдарда, продолжаются в том же духе, что и их предшественники из фильма 1940 года.